# Miroslav Jelínek
Miroslav Jelínek (17. června 1900 Kolín – 25. září 1965 Praha) byl český a československý politik Československé sociální demokracie, po roce 1948 Komunistické strany Československa, a poválečný poslanec Ústavodárného Národního shromáždění a Národního shromáždění ČSR.

## Biografie
V roce 1919 maturoval na gymnáziu v Kolíně. Působil jako právník a starosta Kolína v letech 1931–1935 a znovu v roce 1945 (nyní již jako předseda MNV). Advokátní praxi absolvoval v Praze, Jilemnici, Českém Brodě a Kolíně.
V parlamentních volbách v roce 1946 se stal poslancem Ústavodárného Národního shromáždění za ČSSD. V parlamentu zasedal jen do voleb do Národního shromáždění roku 1948, v nichž byl zvolen do Národního shromáždění za ČSSD ve volebním kraji Havlíčkův Brod. Patřil k té části sociální demokracie, která souhlasila s průběhem komunistického převratu v roce 1948 a setrval ve straně i poté, co se stala loajálním spojencem komunistů. V červnu 1948 po sloučení ČSSD a KSČ přešel do poslaneckého klubu komunistů. Mandát zastával do února 1953, kdy rezignoval. Do parlamentu místo něj nastoupila Marie Müllerová.
Zemřel roku 1965 v Praze a byl pohřben na městském hřbitově v Kolíně.